# ХФлК Надія
ХФлК Надія — християнський флорбольний клуб з Коломиї, який був заснований 25 квітня 2013 року.
Мета клубу: морально чиста, духовно здорова, фізично розвинута молодь.

## Команди

### Доросла
| №  | Позиція            | Гравець           |
| -- | ------------------ | ----------------- |
| 33 | Воротар            | Піщалюк Михайло   |
| 13 | Нападник           | Піщалюк Анатолій  |
| 8  | Захисник           | Чопенко Орест     |
| 9  | Захисник           | Чорний Олег       |
| 14 | Нападник           | Панасюк Роман     |
| 17 | Нападник (капітан) | Піщалюк Едуард    |
| 88 | Нападник           | Жупанський Максим |
| 11 | Нападник           | Ткачук Вадим      |

### Юнацька
| №  | Позиція  | Гравець             |
| -- | -------- | ------------------- |
| 10 | Воротар  | Гришук Ростислав    |
|    | Захисник | Федчук Валерій      |
|    | Захисник | Вакалюк Роман       |
| 66 | Захисник | Никифорук Олександр |
|    | Нападник | Михайлевич Роман    |
|    | Нападник | Слободян Олександр  |
| 6  | Нападник | Бриндзак Володимир  |
| 44 | Нападник | Олексюк Микола      |
|    | Нападник | Ласічук Петро       |
| 47 | Нападник | Озарук Арсен        |

### Жіноча
| №  | Позиція  | Гравець           |
| -- | -------- | ----------------- |
| 1  | Воротар  | Лобурак Тетяна    |
| 17 | Нападник | Піщалюк Алла      |
| 11 | Нападник | Кухарчук Мар'яна  |
| 10 | Нападник | Гасюк Юлія        |
| 9  | Захисник | Вишиванюк Юлія    |
| 5  | Захисник | Гольцберг Юліанна |
| 12 | Нападник | Верстюк Катерина  |
| 27 | Нападник | Маринець Вікторія |
| 25 | Нападник | Піщалюк Анастасія |